# ダッジ・コルト
コルト（Colt ）は、三菱自動車が製造し、アメリカにおいてダッジブランドで1971年から1994年まで輸入販売されていた自動車である。
プリムスブランドでもプリムス・コルトまたはチャンプとして、イーグルブランドではイーグル・サミットとして販売された。

## 初代（1971年-1973年）
1970年に1971年モデルとして登場。初代三菱・コルトギャランの北米仕様である。
2ドアピラー付きクーペ、2ドアハードトップクーペ、4ドアセダン、5ドアワゴンが設定された。
エンジンは4気筒1,597 cc (97.5立方インチ)・4G32型。オーソドックスなフロントエンジン・後輪駆動で、サスペンションはフロントがマクファーソンストラット、リアにライブアクスルを採用した。トランスミッションは4速MTが標準で、3速ATがオプション設定された。エンジンは当初100 hp (75 kW) とされたが、1972年に測定方法をグロスからSAEネットに変更したため83 hp (62 kW)と変わった。
1973年、ラリー・ストライプ、スポーツホイール、センターコンソールなどを装備したGTハードトップクーペが追加された。
三菱自動車は、三菱重工業時代の1970年2月にアメリカのクライスラーと合弁契約を結び、4月に三菱自動車工業が設立される。10月にはクライスラーとアメリカでの流通契約を、12月にはクライスラー・カナダとカナダでの流通契約をそれぞれ結び、1971年1月からギャランをダッジ・コルトとして西海岸地域から販売開始した。
ダッジ・コルトはAMC・グレムリン、フォード・ピント、シボレー・ベガに対するクライスラーの回答であった。また三菱からのキャプティブ・インポートとして、トヨタ・カローラ、ホンダ・シビック、ダットサン・1200といった日本からの輸入車に直接対抗するモデルでもあった。
カナダでは、イギリス製のヒルマン・アベンジャーをベースとする「プリムス・クリケット」が販売を中止した後、1973年半ばからこのコルトがクリケットの名で販売された。

## 2代目（1974年-1977年）
2代目ダッジ・コルトは1974年に登場。1973年にモデルチェンジした2代目ギャランをベースとする。
ボディスタイルは初代と同じラインナップであった。初代のプラットフォームを基にやや丸みを帯びたボディにモデルチェンジ。ただし、ワゴンはフェイスリフトしたものの、旧型のボディを継続した。外観ではヘッドライトが先代の4灯式から2灯式に変わった。
標準のエンジンは先代と同じ4G32型1.6 Lだったが、より大きい2 LのG52B型・アストロンエンジンがオプションで選べるようになった。2 L仕様は当初ATのみであったが、のちにMTが選べるようになり、GTクーペに標準装備された。G52B型は96 hp (72 kW)/5500 rpmを発揮したが、カリフォルニア仕様は2 hp低かった。出力は資料や年により異なるが1.6 Lが79 - 83 hp (59 - 62 kW)、2 Lが89 - 96 hp (66 - 72kW) とされている。
トランスミッションは4速MTと3速ATが引き続き設定されたが、オリジナルのボルグワーナー製ATは2 L仕様ではクライスラー自製のトルクフライト・ユニットに換えられた。のちに古いボルグワーナー製ユニットははトルクフライトに完全に置き換えられた。1977年には5速MTが選択可能になり、GTおよびカルーセル・クーペには標準装備された。
1975年に導入された「カルーセル」仕様は、大型バンパーを装備し、より豪華で、ブルーとホワイトのカラーリングが与えられた。
1977年には、小さい方の1.6 Lエンジンにサイレントシャフト仕様が選べるようになり、GTおよびカルーセルには標準搭載された。この同じ年、ランサーがベースの3代目2/4ドアセダン、通称"Milage Maker"が登場。2代目は2ドアハードトップとワゴンがこの新型と併売された。ワゴンにはボディサイドの木目調ステッカーとリクライニング・フロントシートを含む「エステート」パッケージも用意された。
南アフリカでは、「ダッジ・コルト1600GS」として2ドアハードトップのみ販売された。
カナダでは、1974年・1975年モデルイヤーにおいて先代に続いて「プリムス・クリケット」としても販売された。ボディスタイルはダッジ・コルトと共通で、1974-1977年のダッジ・コルトワゴンのグリルを装着していた。コルトGTに相当するモデルは「クリケット・フォーミュラS」と呼ばれた。このカナダ限定のクリケットは、1976年に「プリムス・コルト」に名前を変えた。

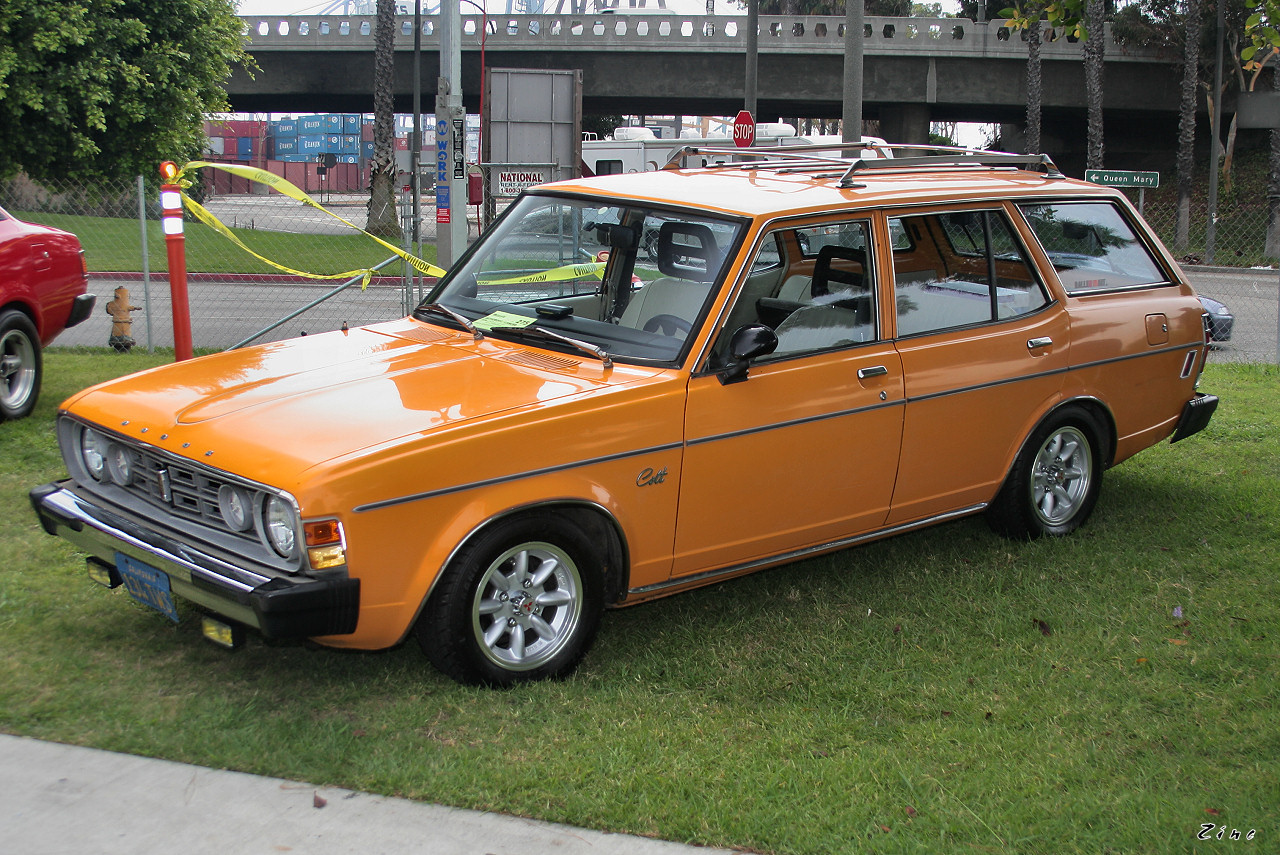
ダッジ・コルトワゴン（1975年以降の大型バンパー付）
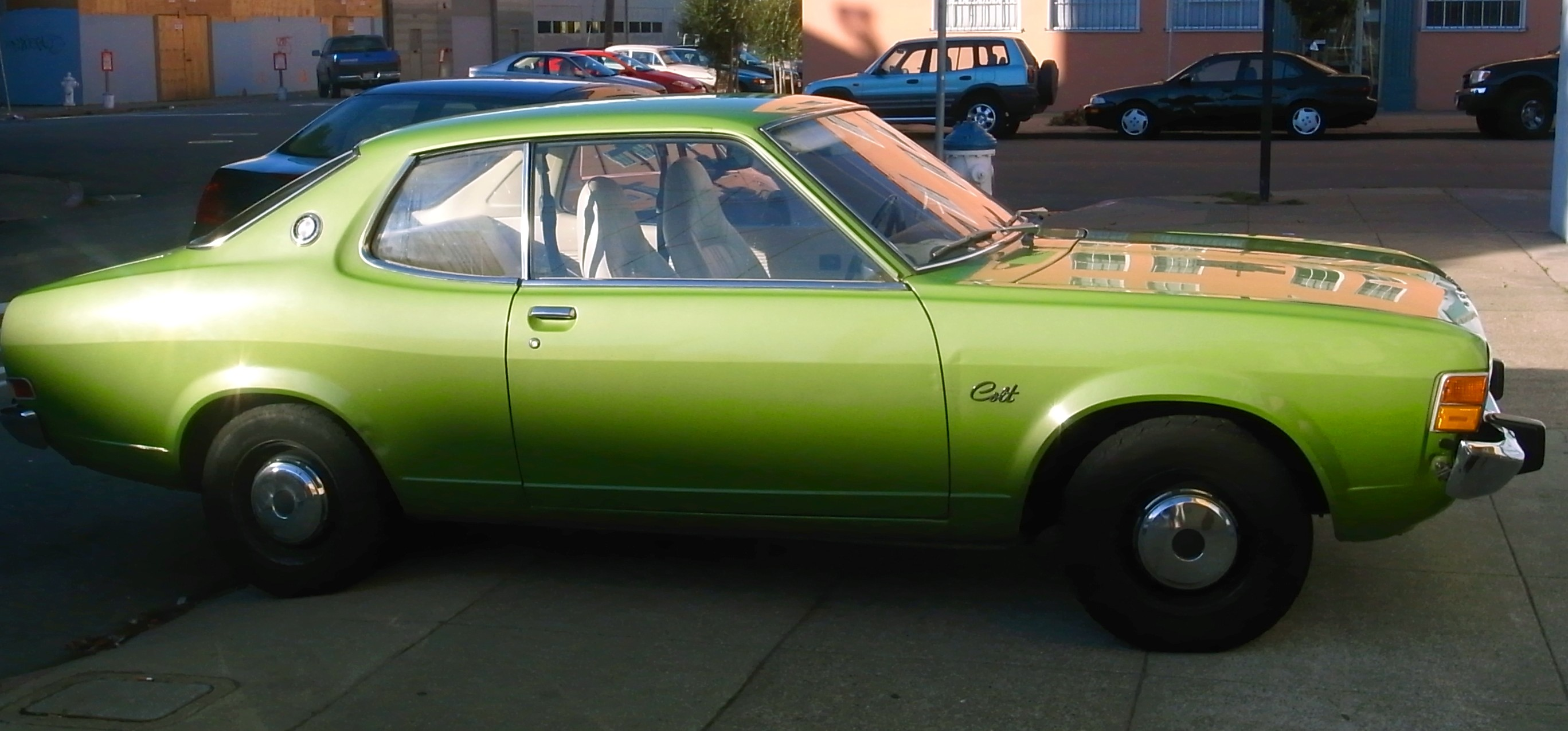
クーペ

## 3代目（1977年-1979年）
3代目は2系統のモデルがあった。クーペとセダンはギャランより小型のA70系ランサーをベースとし、ワゴンは新型のギャランΣをベースとした。
ランサーがベースの2ドアクーペと4ドアセダンは、1976年末に1977年モデルとして登場した。ホイールベースは2代目コルトより少し短い程度だが、全長は171.1インチから162.6インチ (4,346 mmから4,130 mm)に短くなった。新型コルトはより大きい先代と区別するため"Milage Maker"とも呼ばれた。2代目のクーペとワゴンは、1977年モデルイヤーでも3代目と並行して販売された。
エンジンは引き続き1597 cc、83 hp (62kW) /5500rpmの三菱4G32型・サターンエンジンを採用。「フリーウェイ・クルーズ」パッケージには4G32型のサイレントシャフト仕様と、標準の4速に換えて5速MTの組み合わせがマルーン/ホワイトのカラーリングとともに設定された。1978年、排気ガス対策「MCA-Jet」の採用により出力は77 hp (57kW) に低下している。
ギャランΣがベースのコルトワゴンは1978年に登場した。エンジンはランサーベースのセダン/クーペと同じ1.6 L・MCA-Jet4気筒が標準で、2.6 L・105 hp (78kW) のアストロンエンジンと5速MTがオプション設定された。ランサーがベースのコルトは1979年が最後の年だったが、ワゴンはミラージュがベースの4代目コルトが登場後も、1981年にアメリカ製のダッジ・エアリーズ(Dodge Aries)Kワゴンに事実上代替されるまで併売された。
この他、ギャランΛクーペが1978年から「ダッジ・コルト・チャレンジャー」として登場したが、後にコルトの名称は削除され「ダッジ・チャレンジャー」として販売された。シャシーとエンジン仕様はコルトワゴン（ギャランΣ）と共通だった。

## 4代目（1979年–1984年）
| コルト アメリカでの販売台数 | コルト アメリカでの販売台数 | コルト アメリカでの販売台数 |
| 年                          | 3ドア                       | 5ドア                       |
| --------------------------- | --------------------------- | --------------------------- |
| 1979                        | 60,521                      | —                           |
| 1980                        | 83,711                      | —                           |
| 1981                        | 84,144                      | —                           |
| 1982                        | 52,355                      | 22,675                      |
| 1983                        | 46,479                      | 27,192                      |
| 1984                        | 44,724                      | 19,657                      |

1978年後半、1979年モデルとして登場。前輪駆動の三菱ミラージュをベースとする。ダッジではコルトの名を継続したが、プリムスでは当初「チャンプ」の名で登場した（1982年まで。その後はプリムス・コルト）。
コルト/チャンプは3ドアハッチバックで、デラックスとカスタムのグレードが設定された。エンジンは当初、1.4 L・4気筒SOHC、70 hp (52 kW) の三菱4G12型・オリオンエンジンを搭載し、デビュー年にアメリカ合衆国環境保護庁 (EPA) の最高の燃費評価を受けた。年末に1.6 L、80 hp (60 kW) の4G32型・サターンエンジンが加わった。
トランスミッションは3種類のMTと1種類のATが設定された。KM110・4速MTと2速副変速機を用いて前進8段・後進2段とする「ツインスティック」（三菱スーパーシフト）のほか、オプションでKM119・5MTと「トルクフライト」3速ATも設定された。
1981年には、必要最低限の「ローライン」仕様が導入された。また、より硬いサスペンション、追加メーターを装備したスポーティなインテリア、大型の燃料タンクを備えた「RSパッケージ」も導入された。
1982年、5ドアハッチバックが追加された。グレード名称は「E」と「DL」に変更された。ある時点でエンジン出力は64 hpと72 hpに低下し、1.6 LはATのみとなった。
1983年8月、このモデルの最終年となる1984年モデルとして、以前のRSパッケージに似た仕様の自然吸気「GTSパッケージ」とともに「GTSターボ」が登場。北米以外のコルト/ミラージュのターボエンジンはは1.4 Lであったが、GTSターボには1.6L・インジェクション仕様の4G32T型エンジン（次世代のコルトでも使われた）を搭載、102 hp(76kW)/5,500rpmというかなりのパフォーマンスを発揮。これにも8速「ツインスティック」MTを搭載し、フロントブレーキにはベンチレーテッド式を装着した。GTSはターボ・NAともに3ドアのみで、EとDLの10.6ガロン (40 L) に対しより大きな13.2ガロン (50 L) のガソリンタンクを備えていた。また改良されたサスペンション、ブラックアウトしたトリム、かなり大きなフロントのエアダムを持つスポーティな外観も特徴とした。

## 5代目（1984年–1988年）
1984年9月、1985年モデルとして5代目ダッジ/プリムス・コルトが登場。ダッジ/プリムス・コルトビスタと呼ばれる5ドアミニバンもあったが、これは初代三菱・シャリオのバッジを換えたものであった。
基本エンジンはツインバレルキャブレター付き4気筒1468 cc・68 hp (51 kW) で、先代の最終モデルに既に採用されていた4G32BT型・1.6 Lターボエンジンは、上級の「プレミア」4ドアセダンにオプション、GTSターボハッチバックに標準搭載された。ターボの出力は先代と同じ102 hp (76 kW) /5500rpmのままだった。
ボディスタイルでは、前輪駆動のコルトとしては初めて3ボックス4ドアセダンが設定された。4ドアセダンと3ドアハッチバックはアメリカでは1985年から1988年まで販売された。5ドアハッチバックは1985年のみ、ベースグレードのEのみ販売された。5ドアは1モデルイヤーのみの販売であったが、これはクライスラーが自社のオムニ/ホライゾンの販売を食ってしまうことを懸念したためである。5ドアは1986年にEセダンに置き換えられた。カナダでは、5ドアハッチバックにDLグレードも選べた。ステーションワゴンは1988年まで販売されなかった。
初期のモデルは小さな長方形のヘッドライトにに黒いインサートがついていたが、後期のモデルは空力学的でフラッシュフィットするタイプのヘッドライトを採用した。フェイスリフトモデルは1986年9月下旬に1987年モデルとして発表された。グレードは最廉価の「E」（エコノミーの略）から、「DL」、上級に「プレミア」（ターボ付きだが販売不振）、「GTSターボ」があった。1987年、ターボエンジンはGTSに代わりDLハッチバックのオプションになった。ターボエンジンの出力は1988年モデルでは105 hp (78 kW) まで上昇した。DLターボは1988年まで販売された。
1988年にはワゴンも導入されたが、当初は前輪駆動のみだった。他モデルとは異なり、1988年モデルのワゴンには1.5 Lのインジェクション仕様エンジンが搭載され、76 hp (56 kW) /5500rpmを発揮した。コルトワゴンにはターボは搭載されなかったが、1989年に追加された4WD仕様では、より強力な1755 cc・87 hp (65 kW)エンジンが搭載された。ワゴンはDLグレードのみであった。ワゴンのDL 4x4は、前輪駆動仕様とは異なりATは選べなかった。
5代目コルトの最後の年、DL仕様はプリムスが「dipped look」と呼んだ、バンパー、ミラーなどを含め全体をボディ同色にしたトリムを施した。
アメリカではハッチバックのコルトは1989年に新型へ代替されたが、この代のコルトワゴンはコルトビスタの代替モデルともなった三菱・RVRがベースの新型コルトワゴンが1991年に導入されるまで販売が続いた。後期のワゴンには、前輪駆動で1.6 Lツインカム・113 hp (84 kW) の新型シリウスエンジンが搭載された。
クライスラー・カナダは1988年1月より、タイからのコルト調達を計画。日本製の部品を使ってタイで組み立て、計画された輸入台数は年間8000台であった。タイ製コルトは1994年までカナダに輸入された。
カナダでは、5代目コルトは1988年から1991年まで「イーグル・ビスタ」としても販売された。また、カナダでは「コルト200」と呼ばれた6代目が登場後も「コルト100」の名称で5代目が廉価版として併売された。コルト100は1990年時点でターボと豪華装備のLXが販売されていたが、1991年にはEとDL仕様のみが残った。

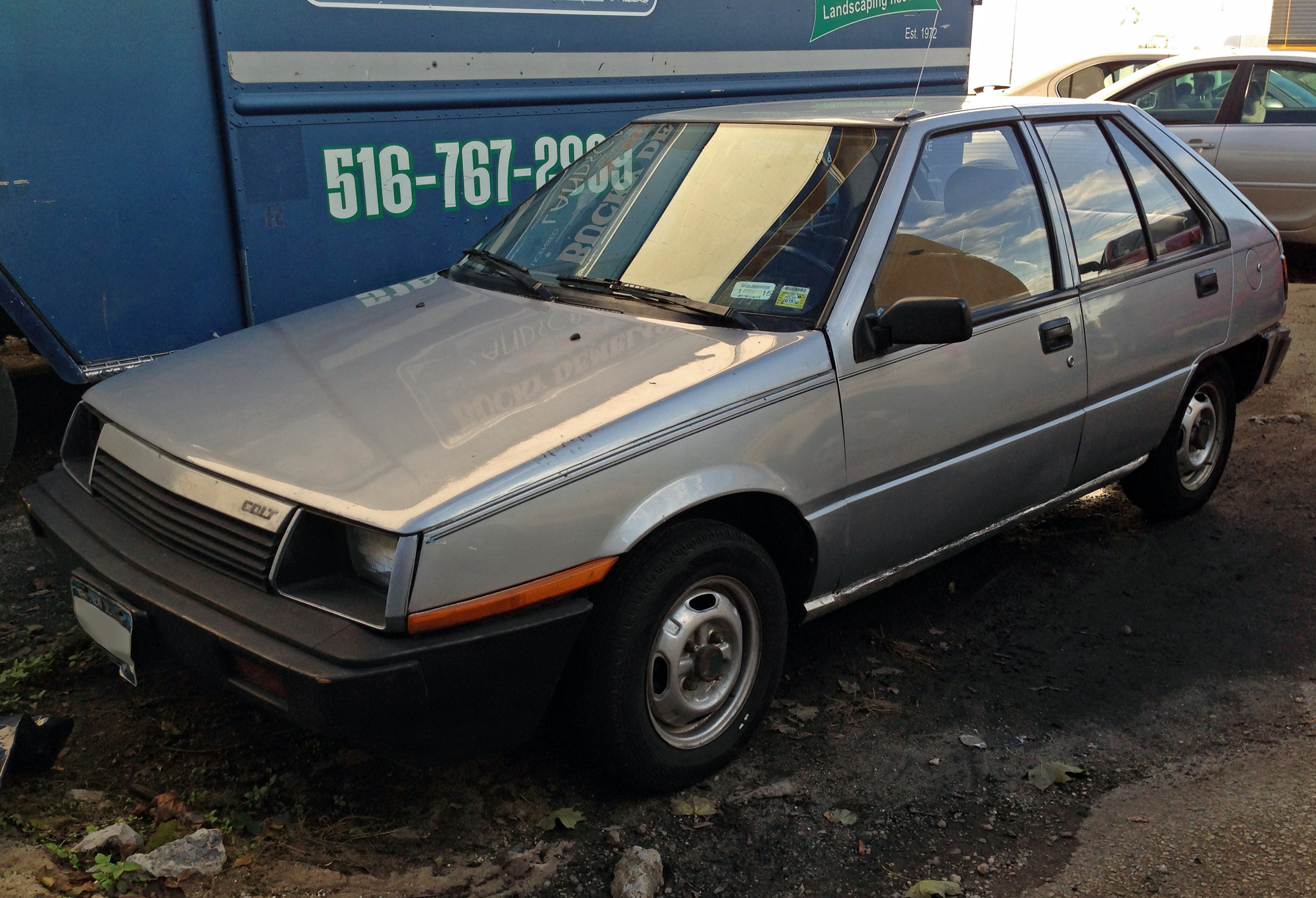
1985年ダッジ・コルト E 5ドア（アメリカ）
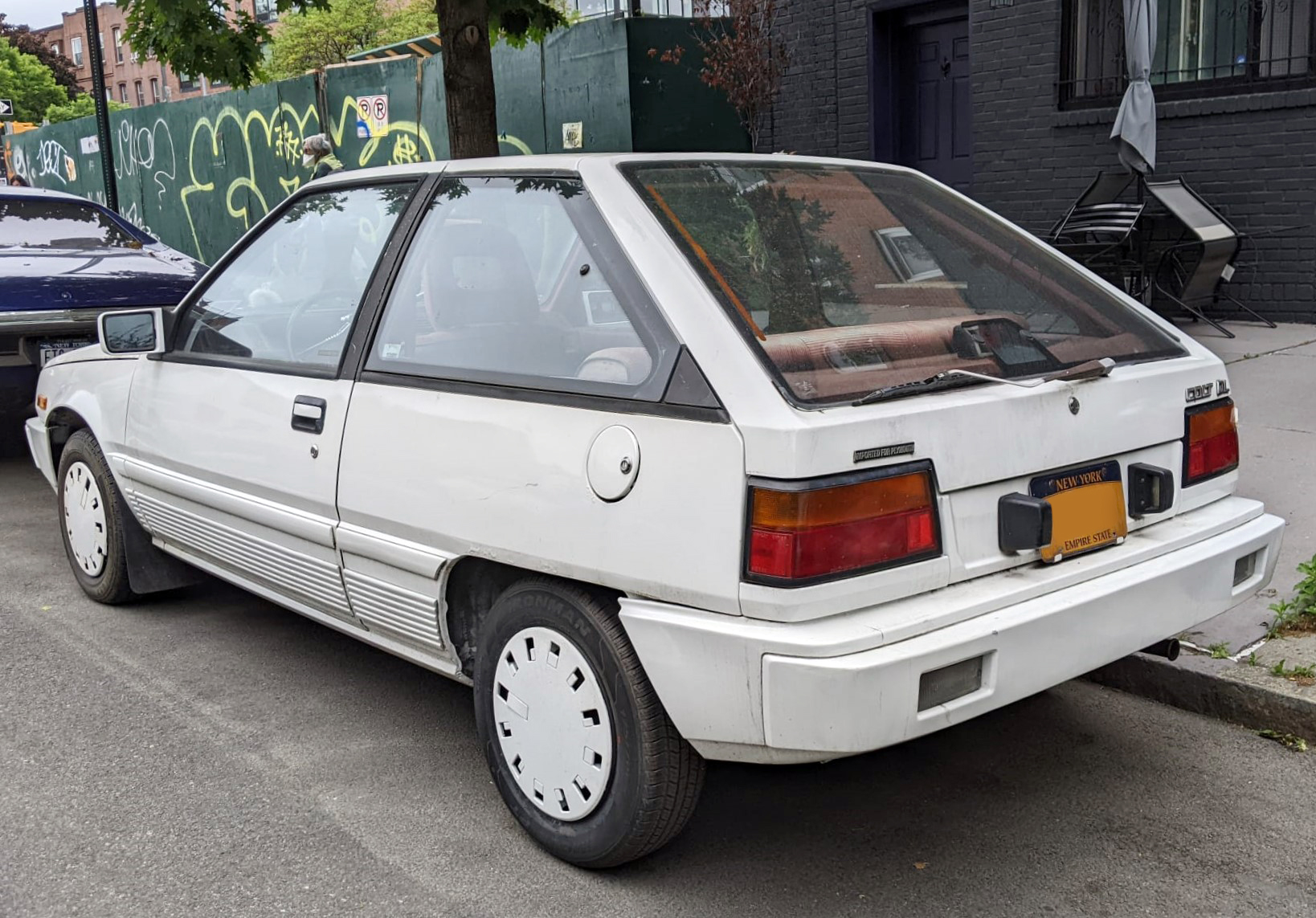
1988年ダッジ・コルト DL

## 6代目（1989年-1992年）
1988年8月（1989年モデルイヤー）より販売開始。姉妹車としてイーグルからサミットを販売開始した。カナダでは先代モデルが「コルト100」および「イーグル・ビスタ」の名で継続販売され、区別のためこの6代目は「コルト200」として販売された。
1990年にダッジ・オムニ/プリムス・ホライゾンが廃止されて以来、コルトはダッジ/プリムスのラインナップ中唯一のサブコンパクトとなった。6代目では、コルトセダンはアメリカでは販売されなかった（カナダでは販売された）。これは1989年にダッジ/プリムスのラインナップ中でダッジ・シャドウ/プリマス・サンダンスに置き換えられたためである。ただし、アメリカでも姉妹車イーグル・サミットにはセダンボディの設定があった。ダッジ/プリムス・コルトセダンは次の世代で復活する。
この世代のダッジ/プリムス・コルト、イーグル・サミット、三菱・ミラージュの各姉妹車は1.5 Lまたは1.6 Lの直列4気筒エンジンを搭載した。1989年モデルのみ、4G61T型1.6 L・135 hp (101kW) 4気筒ターボエンジン搭載車が生産された。この特別版は1500台が生産されたといわれている。ターボはミラージュとコルトGTターボにのみ搭載され、グラウンド・エフェクトとスポイラー (他グレードにはオプション設定)、パワーシート、パワーウィンドウ、パワーロック、パワーミラー、特別色の内装とシート、150 mph/9000 rpm スケールのメーターなど、ベースグレードにはない特別装備で区別された。ターボ・コルト/ミラージュ・ターボは『カー・アンド・ドライバー』誌の1989年「10ベスト」に選ばれた。このエンジンの自然吸気仕様は、翌年のコルトGTに搭載され、出力は113 hpに抑えられていた。
1.5 L・4G15型は、マルチポイント・インジェクションにより82 hp (61 kW) を出し、最高速度は160 km/h (99 mph) であった。
ワゴンは先代モデルを継続していたが、1991年、ミニバンのコルトビスタ（シャリオ）の後継ともなるRVRがベースの新型にスイッチした。なおダッジ版はコルトワゴンの名だったが、プリムス版はコルトビスタの名を付けていた。1996年モデルまで生産された。

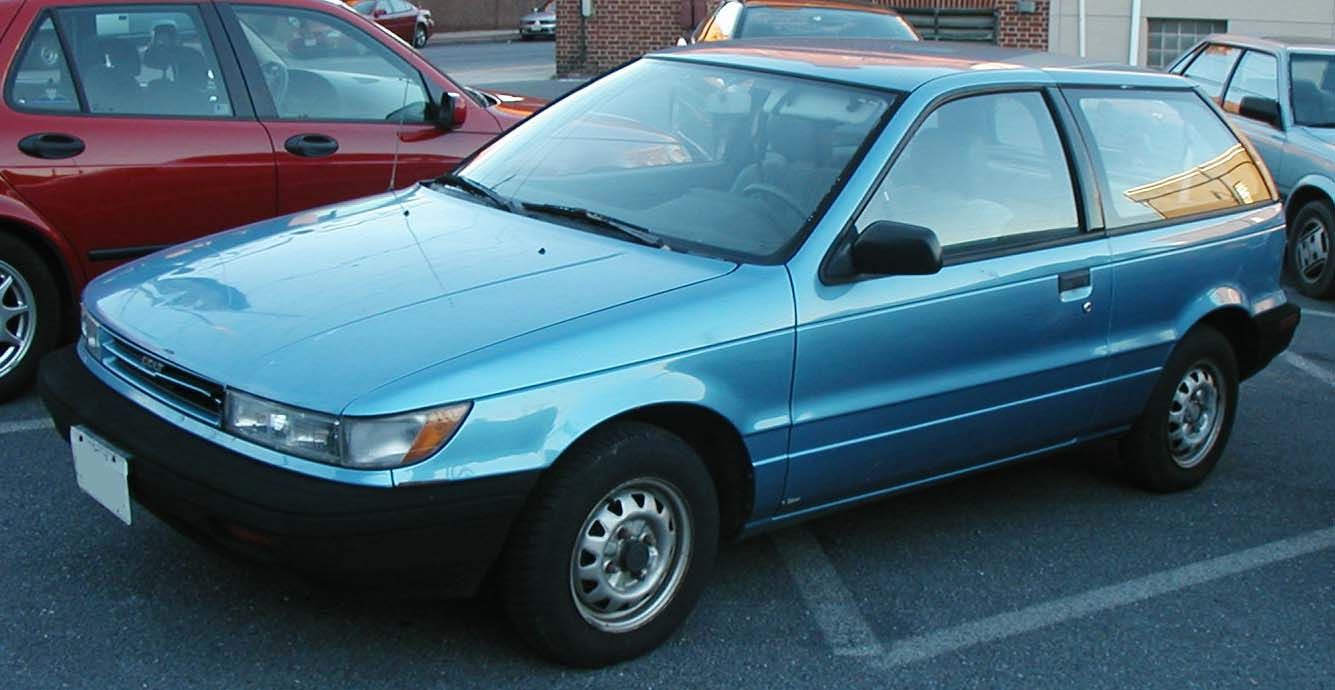
ダッジ・コルト ハッチバック
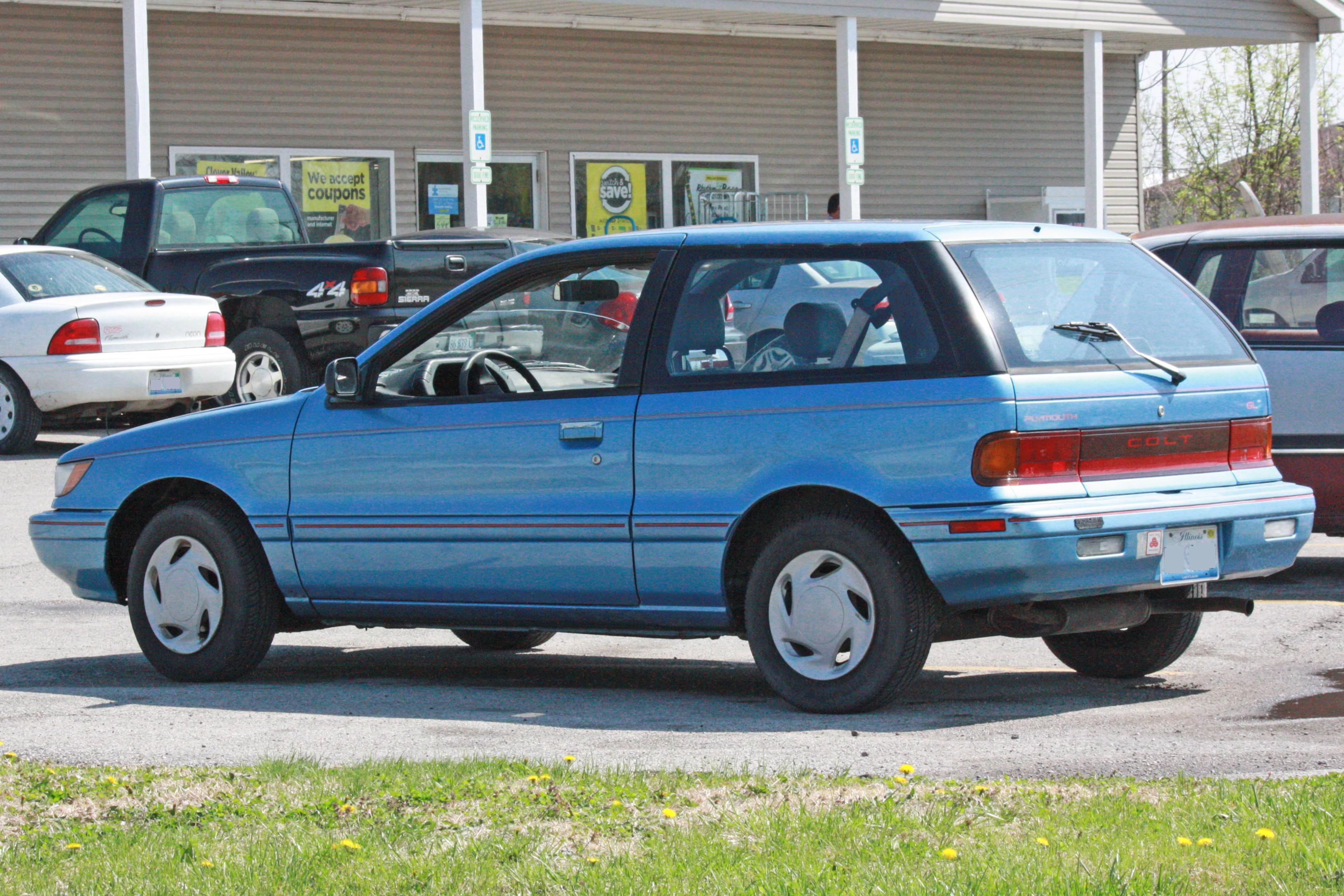
6代目プリムス・コルト3ドア

## 7代目（1993年–1994年）
7代目はダッジ・コルト/プリムス・コルト/イーグル・サミットの3車種が生産され、従来のとおり三菱・ミラージュ/ランサーのバッジ・エンジニアリングであった。7代目ダッジ/プリムス・コルトにはハッチバックは設定されなかった。当初はベースとGLの仕様が用意されたが、のちにES（よりスポーティを意図したと思われる）が追加された。
エンジンは1.5 L・92 hp (69 kW) および1.8 L・113 hp (84 kW) の4気筒。大きい方の1.8 Lエンジンは当初4ドアにのみ使われた。6代目にあったスポーティなバリエーションはなかったが、1994年モデルでは2ドアESにより強力な16バルブSOHC1.8 Lエンジンが登場した。
1994年モデル限りで販売を終え、新登場のネオンに代替された。
コルトの車名は三菱RVRベースのコルトワゴンに残り、1996年まで販売された。

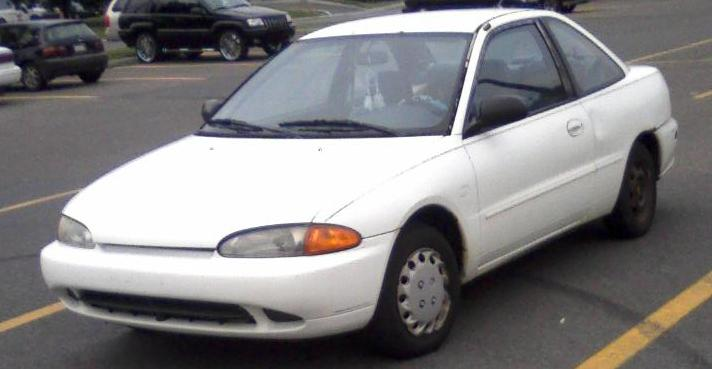
1993-1994年 プリムス・コルト GL クーペ

## 関連車種

### コルトビスタ/コルトワゴン
コルトの名を持つミニバンとして、2世代にわたって販売。同じく三菱車のリバッジモデルであった。初代はダッジ/プリムスともコルトビスタとして販売され、2代目はダッジのみコルトワゴンに名称を変えた。イーグルブランドでも初代がビスタワゴン、2代目がサミットワゴンの名称で販売された。
- 初代：ダッジ/プリムス・コルトビスタ、イーグル・ビスタワゴン - 三菱・シャリオの初代モデル。
- 2代目：ダッジ・コルトワゴン、プリムス・コルトビスタ、イーグル・サミットワゴン - 三菱・RVRの初代モデル。

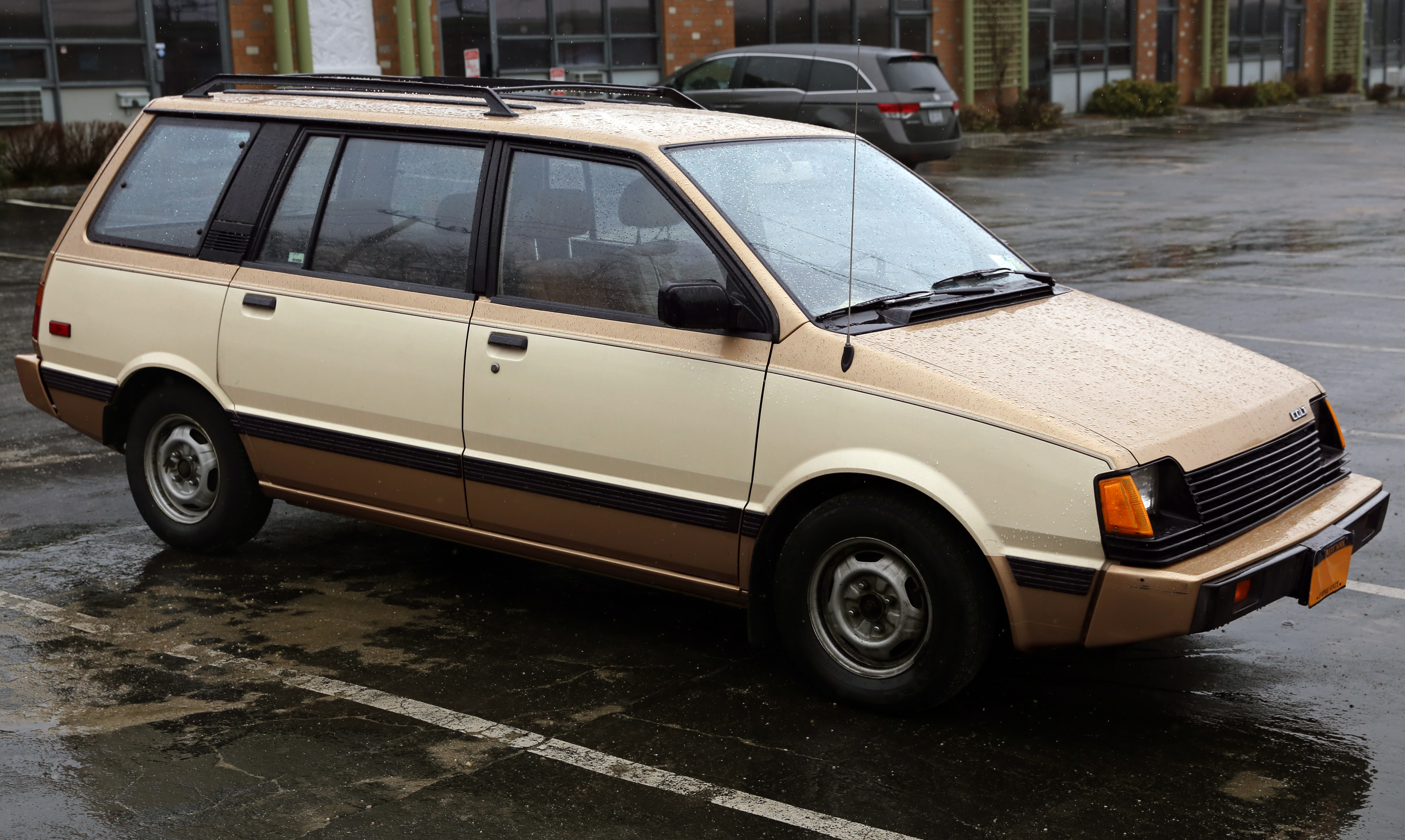
ダッジ・コルトビスタ（初代）
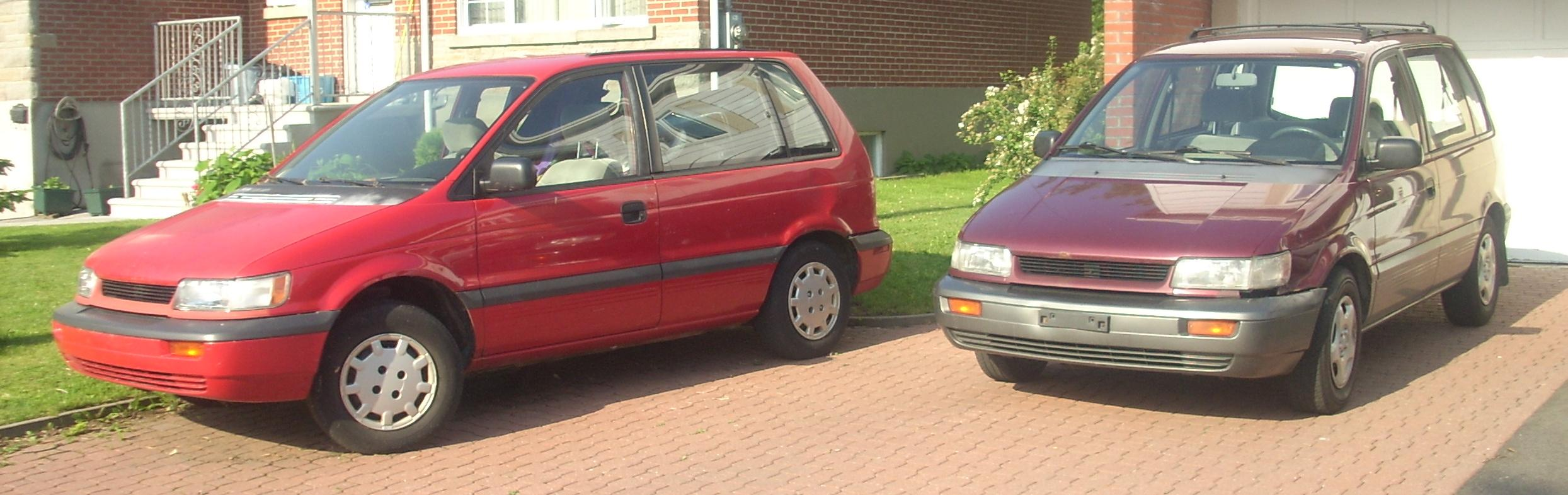
ダッジ・コルトワゴン

### プリムス・クリケット（カナダ）
カナダでは、1973年半ばから1975年にかけて初代と2代目のギャランを「プリムス・クリケット」として（ダッジ・コルトに加えて）販売した。
プリムス・クリケットは1971年から1973年まで、クライスラーがイギリスから供給を受けたヒルマン・アベンジャーの北米での販売名であったが、その販売中止後にカナダでは名称を引き継いで販売したものである。1976年以降はプリムス・コルトとなった。

### その他のモデル
プリムス・アローは三菱・ランサーセレステのリバッジ版として1976年から1980年にかけて販売。1979年から販売された三菱・フォルテのリバッジ版であるピックアップトラックとは異なる。
ギャランΛは1978年からダッジ・チャレンジャーとして販売されたが、当初はダッジ・コルト・チャレンジャーと称していた。